# Horst Meru
Horst Carl Heinrich Meru (gebürtig Horst Meyer; * 11. Juni 1936 in Altenburschla; † 17. Dezember 2012 in Hohenems, Vorarlberg) war ein deutscher Designer und Hochschullehrer.

## Leben
Horst C. H. Meru wurde als Horst Meyer in Altenburschla bei Eschwege als erstes von vier Geschwistern geboren. Nach einer Lehre als Maler von 1951 bis 1954 studierte Horst Meru ab 1954 bis 1957 an der Werkkunstschule Kassel und absolvierte den Gestaltungsgrundkurs sowie die Fächer Malerei und Innenarchitektur bei Jupp Ernst (1905–1987, Schriftkünstler, Werbegrafiker, Maler, Plastiker, Fotograf, Architekt, Industriedesigner und Autor fachlicher Schriften, Mitbegründer der Zeitschrift form), der zeitgleich auch Direktor der Werkkunstschule geworden war. Geprägt haben ihn die Bauhaus-Einflüsse durch  Fritz Christoph Hüffner, ab 1960 Direktor der Werkkunstschule und Herbert Malecki (1922–1999, Dozent für Soziologie in Kassel, 'Spielräume' 1969). Mit einem Begabten-Stipendium des Landes Hessen setzte er sein Studium an der Akademie der Bildenden Künste Stuttgart in Stuttgart fort. Zuvor jedoch war er nach Ulm gegangen, um ursprünglich bei Max Bill an der Hochschule für Gestaltung (HfG) zu studieren. Doch riet Bill ihm ab in Ulm zu bleiben, denn da tobte zeitgleich ein Streit um die Bauhaus-Pädagogik, dessen Verfechter der Schweizer war und ihn deshalb seine Zelte in Ulm abbrechen ließen. Somit hatte Meru sein Interesse an der Ulmer Hochschule verloren und wandte sich nach Stuttgart. Meru konnte Herbert Hirche, ebenfalls Bauhaus-Schüler bei Mies van der Rohe, dazu bewegen innerhalb der bestehenden Architekturklasse den Studienzweig Industrial Design (ID) zu gründen, dessen erster Student Horst Meru wurde (1957–1962). Meru ist es zu verdanken, dass seit 1957 die Bezeichnung „Industrial Design“ (ID) besteht. In Merus Examensurkunde manifestiert sich dieser Begriff 1962 auch erstmals im deutschsprachigen Raum.
Nach mehrjähriger Tätigkeit in verschiedenen Ateliers und Designbüros, u. a. bei Lepoix in Baden-Baden/Paris/Barcelona, bei Herbert Hirche in Stuttgart, gründete er mit seiner Frau Gudrun ein eigenes Industrial Design und Architektur-Büro in Herrenberg bei Stuttgart.
Meru war von 1970 bis 1971 Dozent an der FH Schwäbisch Gmünd. 1973 wurde er zum außerordentlichen Hochschulprofessor an die neu gegründete Kunstuniversität Linz berufen. Meru initiierte und leitete die Meisterklasse für Formgebung (Industrial Design), der 1976 laut ministeriellem Bescheid die Umbenennung für seine nun eigenständige Diplom-Studienrichtung zu „Industrial Design“ (ID) folgte. 1977 erfolgte die Ernennung zum ordentlichen Professor für Industrial Design an der Universität für künstlerische und industrielle Gestaltung Linz. Nach langjährigen Initiativen und wiederholten Anträgen erzielte er am 1. August 1998 eine Novelle zum Universitätsstudiengang. Die Studienrichtung ID wird den ingenieurwissenschaftlichen Studien zugeordnet. Ein Jahr später wird für den erfolgreich abgeschlossenen Studienabgänger ein eigener akademischer Grad geschaffen, „magistra/magister designationis industrialis“ (mag.des.ind). Dieses jahrzehntelange Ringen um Anerkennung des studierten Industrial Designers wurde in einem Manifest 2000 gefeiert. Er erreichte eine Umwandlung der Hochschule für Künstlerische und Industrielle Gestaltung in Universität für künstlerische und industrielle Gestaltung Linz, Ordinariat für Industrial Design. 2002 emeritierte Horst Meru und siedelte an den Bodensee um.
1961 heiratete Horst Meru seine Studienkollegin Gudrun Keck aus Herrenberg, die er aus dem Architekturstudium bei Herbert Hirche kannte. Aus der Ehe stammten zwei Töchter.

## Schriften
- Künstliche Umwelt, Meru Designevolution. Vom zweidimensional-künstlerischen zur dreidimensionalen Gestaltung in Theorie und Praxis / Industrial Design, Meru Manifest 2000. Trauner Universitätsverlag, Linz 2000, ISBN 3-85487-356-5.